# Winfried Wolf (Pianist)
Winfried Wolf (geboren 19. Juni 1900 in Wien, Österreich-Ungarn; gestorben 14. Oktober 1982 Salzburg) war ein österreichisch-deutscher Pianist, Komponist und Musikpädagoge. 

## Leben
Winfried Karl Wolf war ein Sohn des Architekten Heinrich Wolf und der Anna Ottilie Mittag. Sein Bruder war der Bratschist Reinhard Wolf (1904–1975). 
Wolf wuchs ab 1903/04 in Berlin auf. Nach dem Besuch eines Realgymnasiums begann er seine Ausbildung bei Mark(us) Günzburg (1876–1959), die er von Herbst 1918 bis Frühjahr 1925 an der Hochschule für Musik Berlin bei Waldemar Lütschg (1877–1948) (Klavier) und Friedrich  E. Koch (Komposition) fortsetzte. Ab 1925 arbeitete er freischaffend als Klaviervirtuose und Komponist in Berlin und unternahm Tourneen durch Finnland, Holland, Norwegen und Schweden. Als Musikpädagoge wurde er 1930 Nachfolger von Conrad Ansorge am Klindworth-Scharwenka-Konservatorium. Wolf trat am 1. Mai 1932 der NSDAP bei (Mitgliedsnummer 1.102.869) und nach der Machtergreifung der Nationalsozialisten wechselte er 1934 als Professor an die Berliner Musikhochschule (bis 1941). Ab 1936 leitete er zusätzlich Sommerkurse in Potsdam. Wolf stand 1944 in der Gottbegnadeten-Liste des Reichsministeriums für Volksaufklärung und Propaganda.
1947 bis 1949 wohnte er auf Madeira und bis 1963 leitete er dort mehrere Konzerte und prägte das Musikleben. In den 1950er Jahren lebte er in Barcelona.
Wolf führte im Dezember 1937 sein erstes Konzert für Klavier mit Orchester mit den Berliner Philharmonikern in der (Alten) Berliner Philharmonie unter Carl Schuricht auf. In Oldenburg kam 1952 seine Oper Amati heraus, in Nürnberg 1954 die Oper Das glückliche Ende. Von 1961 bis 1965 leitete Wolf als Titularprofessor eine Klavierklasse am Salzburger Mozarteum. Im Dezember 1965 wurde ihm das Große Verdienstkreuz  der Bundesrepublik Deutschland verliehen.
Winfried Wolf wurde auf dem Salzburger Kommunalfriedhof beerdigt.

## Kompositionen (Auswahl)
- Bismarck-Suite aus der Musik zum Bismarck-Film. Verlag Wertbuchhandel, Berlin 1926
- Variationen über ein Thema von Poglietti, op. 8. 1936
- Suite Madeirense. 1948
- Troilus und Cressida. Oper. Uraufführung Oper Düsseldorf 1951
- Amati. Oper. Uraufführung Oldenburgisches Staatstheater, Juni 1952
- Das glückliche Ende. Musikalische Komödie op. 12. Boosey & Hawkes, London 1953. Uraufführung Nürnberg 1954
- (2.) Konzert für Klavier und Orchester op. 13. Boosey & Hawkes, London 1954
- Isabel. Opera buffa. Uraufführung Braunschweig 1967
- Links oder rechts. Ballettkomödie.